# Visegrad 4 Bicycle Race Grand Prix Poland 2024
Visegrad 4 Bicycle Race Grand Prix Poland 2024 – 10. edycja wyścigu kolarskiego Visegrad 4 Bicycle Race Grand Prix Poland, która odbyła się 21 lipca 2024 na liczącej ponad 172 kilometrów trasie biegnącej z Głogowa do Grębocic. Impreza kategorii 1.2 była częścią UCI Europe Tour 2024.

## Drużyny
| Continental teams (14)- Voster ATS Team - Mazowsze Serce Polski - Lubelskie Perła Polski - ATT Investments - Elkov-Kasper - Tufo-Pardus Prostějov - 2024 AC Sparta - Pierre Baguette Cycling - Dukla Banská Bystrica - Epronex-Hungary Cycling Team - Team Felt Felbermayr - Santic-Wibatech - 2024 Energus Cycling - Team Novo Nordisk Development Reprezentacja- Polska Amatorski zespół kolarski- Lotus Team Regionalne i klubowe drużyny (11)- TC Chrobry Scott Głogów - LUKS Trójka Piaseczno - TTS.coach / Spica Solutions - Ostra-Multicraft Čeladná - Power of Science RK Exclusive Doors Team - TJ Favorit Brno - ACS Development - CK Pardubice - Team Forman Energetic - Region Vest - Bialini Gomola CCN translation for headoftableIII_translate index 53 not found- Kujawy Pomorze Cycling Team |
| |

## Klasyfikacja generalna
| \| Klasyfikacja generalna \| Klasyfikacja generalna \| Klasyfikacja generalna \| Klasyfikacja generalna \| Klasyfikacja generalna \| \| Kolarz \| Kolarz \| Państwo \| Drużyna \| Czas \| \| ---------------------- \| ---------------------- \| ---------------------- \| ---------------------- \| ---------------------- \| \| 1. \| Lukáš Kubiš \| Słowacja \| Elkov-Kasper \| 3h 36' 28" \| \| 2. \| Tomasz Budziński \| Polska \| Mazowsze Serce Polski \| + 0" \| \| 3. \| Bartłomiej Proć \| Polska \| Santic-Wibatech \| + 1" \| |                  |          |                       |            |
| |                  |          |                       |            |
| Źródło: ProCyclingStats |                  |          |                       |            |
| Klasyfikacja generalna |                  |          |                       |            |
| Kolarz | Kolarz           | Państwo  | Drużyna               | Czas       |
| 1. | Lukáš Kubiš      | Słowacja | Elkov-Kasper          | 3h 36' 28" |
| 2. | Tomasz Budziński | Polska   | Mazowsze Serce Polski | + 0"       |
| 3. | Bartłomiej Proć  | Polska   | Santic-Wibatech       | + 1"       |